# Bravo Brasil
Bravo Brasil foi um canal de televisão por assinatura brasileiro lançado em 1º de junho de 1996. Sendo uma versão local do canal estadunidense homônimo, canal era especializado em artes e cultura.

## História
Resultado de uma parceria entre a TVA, TV Cultura e a Bravo Network, o canal estreiou em 1º de junho de 1996, sendo o primeiro canal da TV por assinatura no Brasil a se dedicar integralmente às artes. O canal iniciou transmitindo 13 horas diárias, buscando alcançar as 24 horas diárias com o incremento de programação nacional. Alguns dos programas importados foram a série documental The Story of Jazz, a série francesa La Saga de La Chanson e o Inside the Actor's Studio. Os primeiros programas locais foram a o informativo diário Agenda, a revista eletrônica semanal Os Críticos e Livros, dedicado à literatura. O canal foi disponibilizado inicialmente para os assinantes da TVA, TVA Digisat e DirecTV.
O canal dedicava certa atenção cinema brasileiro, inserindo curta-metragens nacionais ao longo de sua programação. A sessão Câmera Brasil estreiou em maio de 1997 com a exibição do filme Os Cafajestes.
Em novembro de 1997, foi ao ar a versão brasileira do Inside the Actors Studio, então um dos carros-chefe do canal, o Estúdio Brasil, que contou com a participação de Paulo Autran na estreia. O programa contava com a apresentação do crítico de arte Jefferson Del Rios.
O Bravo Brasil costumava veicular frequentemente especiais dedicados à importantes artistas da MPB, como Dorival Caymmi e Novos Baianos.
Em julho de 1999, a Bravo Networks assumiu totalmente as operações do canal, que até então estavam à cargo da TVA. Em 1º de agosto de 1999, foi substituído pelo Film&Arts.